# Ermità de jardí

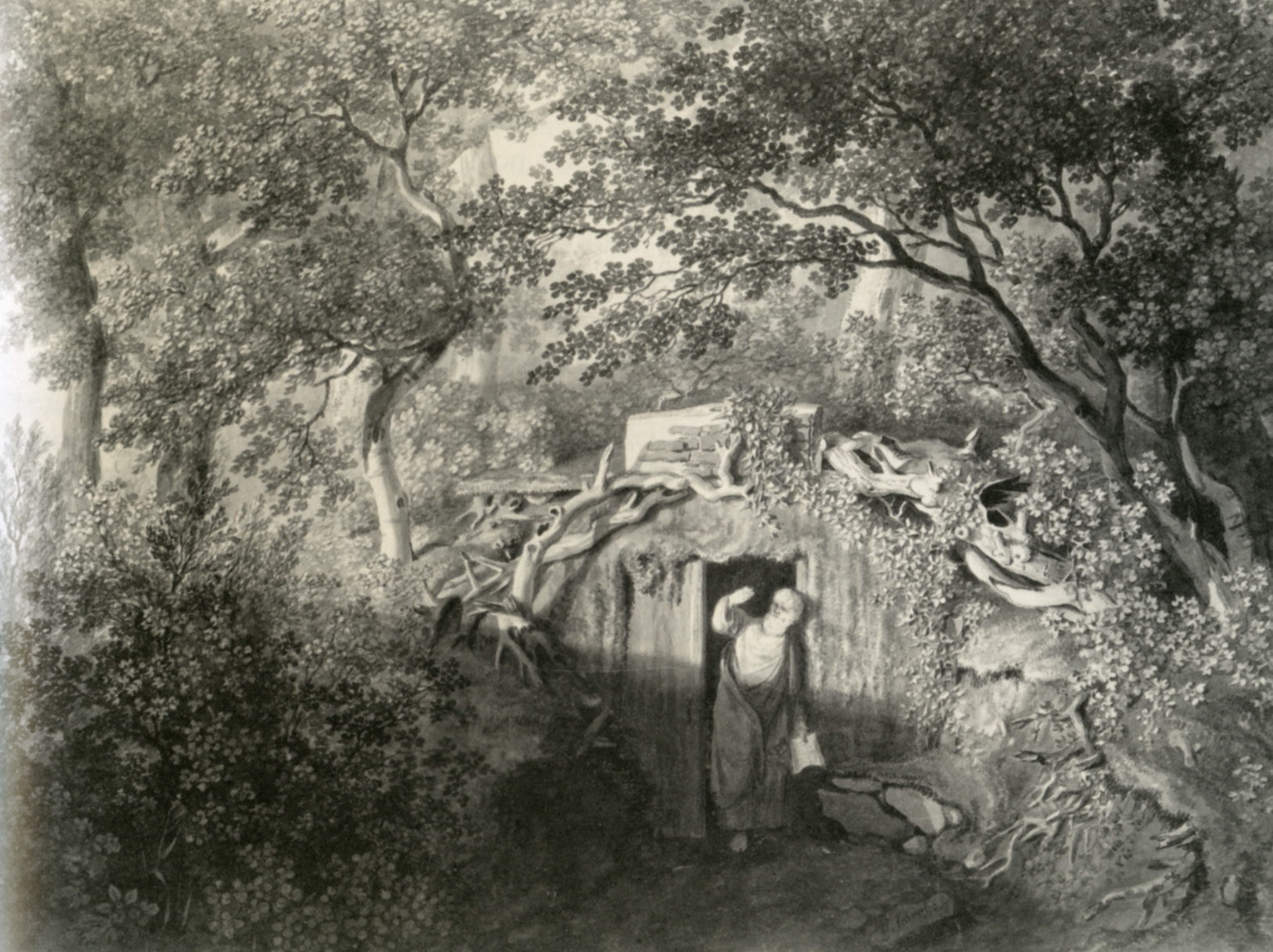
Representació d'un ermità de jardí a Alemanya, finals del segle XVIII

Un ermità de jardí era un ermità que vivia en un ermitori o en una gruta construïda a la propietat d'un ric terratinent, principalment durant el segle xviii. Els ermitans de jardí eren encoratjats a vestir com a druides i assentar-se permanentment, ja que l'amo de la terra els mantindria, procurant-los aliment i cures. Eren buscats per obtenir consell, o simplement per entreteniment.

## Història
El professor Gordon Campbell, de la Universitat de Leicester, suggereix que Francesc de Paula fou dels primers a mantenir aquest estil de vida, vivint en una cova propietat del seu pare durant els inicis del segle XV. Més endavant fou confident del rei Carles VIII. Des de llavors, els terrenys de ducs i lords a França solien incloure petites capelles o edificis on vivia un ermità. Segons Campbell, la primera propietat coneguda amb ermita era Château de Gaillon, renovada el segle XVI per Carles I de Borbó.
La seva popularitat va decaure la dècada de 1830, a mesura que el paisatgisme evolucionava.

## Concepte
Fins i tot en els segles XVIII i XIX, els ermitans de jardí eren excentricitats. Les grutes havien guanyat popularitat com a llocs per meditació, reflexió i relaxació. Amb el focus en la industrialització, els gardins per meditació es veien com extravagàncies. La manca de temps lliure personal juntament amb un increment en l'ingrés disponible, la popularitat del paisatgisme de jardins naturals i la cultura neoclàssica en van augmentar la popularitat.
En els inicis, els ermitans eren simplement representats o es suposaven, en comptes de trobar-se personificats; fora d'una gruta, una taula i una cadira amb un llibre i unes ulleres suggerien que un ermità hi vivia. Més endavant, es van començar a eliminar les suggestions i es va començar a contractar homes amb l'únic propòsit de servir com a decoració de jardí. Els ermitans generalment solien relacionar-se amb els visitants, responent preguntes i aconsellant.
A canvi pels seus serveis, els ermitans solien rebre un estipendi, a part de menjar i estança.

## En la cultura popular
- En un dels episodis del programa "The Worst Jobs in History" (Les pitjors feines de la història), es mostrava aquest treball com un dels pitjors de l'època georiana
- L'obra "Arcadia", de Tom Stoppard tracta el cas d'un ermità de jardí, investigat per un dels personatges principals.
- La novel·la "The Bee-Loud Glade", de Steve Himmer és narrada per un ermità de jardí